# Queso blanquet
El queso blanquet (‘blanquito’ en valenciano, también conocido como queso de cabra de Alicante) es una variedad de queso típica de las Montañas de Alicante, Comunidad Valenciana (España). Está protegido con una marca de calidad desde el 23 de diciembre de 2008.

## Características
Este queso está elaborado con leche de cabra y tiene forma de disco con los bordes rallados debido al molde de esparto en que se elaboraban y que ahora imitan los nuevos moldes metálicos. Tiene unos 15 centímetros de diámetro y un peso de medio kilogramo aproximadamente. Es de color blanco, y sabor dulzón, poco salado. No tiene apenas corteza siendo esta la propia masa del queso endurecida. Se consume conservado en salmuera o tierno después de salarlo y un breve periodo de oreo.